# Further Down the Spiral
Further Down the Spiral (también conocido como Halo 10 y Halo 10 V2) es un álbum de remixes de Nine Inch Nails lanzado en 1995. Es el décimo lanzamiento oficial de Nine Inch Nails y el disco de remixes complementario a The Downward Spiral. Hay dos ediciones de este lanzamiento, una conocida como Halo 10 (lanzada solo en Estados Unidos) y la otra como Halo 10 V2 (lanzada en Japón y Reino Unido), cada una conteniendo una diferente lista de temas.
Se ha convertido en uno de los más populares discos de remixes lanzados por Nine Inch Nails y fue certificado oro, el 26 de 1996, por ventas de 500 000 copias en los Estados Unidos solamente. Mostró más variaciones y un punto de vista más experimental que el original y presentó muchos contribuidores de gran renombre incluyendo Aphex Twin, J. G. Thirlwell, Dave Navarro, y Coil.

## At the Heart of it All
At the Heart of It All es un tema de Aphex Twin que aparece solamente en Further Down the Spiral como también lo es The Beauty of Being Numb, no es un tema remixado de The Downward Spiral como los otros temas en Further, pero fue creado directamente para este álbum.
A causa de su título, es comúnmente creído que la pieza es un tributo a la banda Coil ya que tiene el mismo nombre que su LP de 1984 Scatology.

## Lista de temas

### Halo 10
| Halo 10 |                                                  |                                                                              |          |  |
| N.º     | Título                                           | Remixer(s)                                                                   | Duración |  |
| 1.      | «Piggy (Nothing Can Stop Me Now)»                | Rick Rubin, guitarra por Dave Navarro                                        | 4:02     |  |
| 2.      | «The Art of Self Destruction, Part One»          | Nine Inch Nails, Sean Beavan, Brian Pollack                                  | 5:41     |  |
| 3.      | «Self Destruction, Part Two»                     | J. G. Thirlwell                                                              | 5:37     |  |
| 4.      | «The Downward Spiral (The Bottom)»               | John Balance, Peter Christopherson, Drew McDowall, Danny Hyde                | 7:28     |  |
| 5.      | «Hurt (Quiet)»                                   | Trent Reznor                                                                 | 5:08     |  |
| 6.      | «Eraser (Denial: Realization)»                   | Balance, Christopherson, McDowall, Hyde                                      | 6:33     |  |
| 7.      | «At the Heart of It All» (creada por Aphex Twin) |                                                                              | 7:14     |  |
| 8.      | «Eraser (Polite)»                                | Balance, Christopherson, McDowall, Hyde                                      | 1:15     |  |
| 9.      | «Self Destruction, Final»                        | Thirlwell                                                                    | 9:52     |  |
| 10.     | «The Beauty of Being Numb»                       | sección a remixada por NIN, Beavan, Pollack, section b creada por Aphex Twin | 5:06     |  |
| 11.     | «Erased, Over. Out»                              | Balance, Christopherson, McDowall, Hyde                                      | 6:00     |  |

### Halo 10 V2
| Halo 10 V2 |                                                                             |                                         |          |  |
| N.º        | Título                                                                      | Remixer(s)                              | Duración |  |
| 1.         | «Piggy (Nothing Can Stop Me Now)»                                           | Rick Rubin, guitarra por Dave Navarro   | 4:02     |  |
| 2.         | «The Art of Self Destruction, Part One»                                     | NIN, Beavan, Pollack                    | 5:41     |  |
| 3.         | «Self Destruction, Part Three»                                              | Thirlwell                               | 3:28     |  |
| 4.         | «Heresy (Version)»                                                          | Charlie Clouser                         | 5:19     |  |
| 5.         | «The Downward Spiral (The Bottom)»                                          | Balance, Christopherson, McDowall, Hyde | 7:28     |  |
| 6.         | «Hurt (vivo)»                                                               |                                         | 5:07     |  |
| 7.         | «At the Heart of It All» (creado por Aphex Twin)                            |                                         | 7:14     |  |
| 8.         | «Ruiner (Version)»                                                          | Clouser                                 | 5:35     |  |
| 9.         | «Eraser (Denial; Realization)»                                              | Balance, Christopherson, McDowall, Hyde | 6:33     |  |
| 10.        | «Self Destruction, Final»                                                   | Thirlwell                               | 9:52     |  |
| 11.        | «Reptilian» (solo en la edición Japonesa, del sencillo "March of the Pigs") | Dave Ogilvie                            | 8:39     |  |